# 四國 (土衛六)
四國(Shikoku Facula)是土星的衛星泰坦上明亮物質組成的區域，此地形的長寬為200×160公里，位於土衛六黑暗反射地形之一的香格里拉內。
由卡西尼號在2004年10月首先觀測到，並且做了多次的觀測；2005年8月，由於它的形狀與地球上英國的大不列顛島相似，因此這個地區的臨時名稱是大不列顛。
這個地形是由卡西雷達設備的SAR影像模式在2006年4月30日獲得的，顯露出有坎坷的地形變化橫跨過四國；包括一個在四國東北方光滑的圓形坑洞，可能是撞擊形成的（页面存档备份，存于）。這個圓形地形和在四國中南部的另一個光滑地形，在科學影像子系統的近紅外線影像中都有一個對應物；由於土衛六的侵蝕作用很強，因此類似撞擊坑的地形特徵可以說是相當稀有。